# 光の道標
「光の道標」（ひかりのみちしるべ）は、鹿乃の5枚目のシングル。2019年11月27日にストレイキャッツから発売された。

## 概要
収録曲の『光の道標』は、テレビアニメ『アズールレーン』のエンディングテーマに使用されている。
インタビューで鹿乃は、エンディングテーマを担当するにあたりオーディションを受けたと語っている 。
初回生産分には、スマートフォン向けアプリゲーム『アズールレーン』内で使えるシリアルコード（Android専用）の特典がついている。

## 収録曲
1. 光の道標
  - 作詞:こだまさおり、作曲:山田高弘、編曲:齋藤真也
2. CAFUNÉ
  - 作詞:鹿乃、作曲:田中秀和、編曲:Aire
3. 光の道標(Off Vocal)
4. CAFUNÉ(Off Vocal)